# Сайнцагаан
Сайнцагаан — сомон у Середньо-Гобійському аймаці Монголії. Територія 3,36 тис. км², населення 2,8 тис. чол. Центр — селище Мандал, розташований на відстані 2 км від міста Мандалговь та у 260 км від Улан-Батора.

## Рельєф
Мало рік, є джерела Іх Булаг, Хуйтен булаг та інші.

## Клімат
Різкоконтинентальний клімат. Середня температура січня −17 градусів, липня +20+22 градуси, щорічна норма опадів 120–180 мм.

## Економіка
Багатий вугіллям, кольоровими металами.

## Тваринний світ
Водяться корсаки, лисиці.

## Соціальна сфера
Школа, лікарня, будинки відпочинку, сфера обслуговування.